# Menachem Mendel Schneerson
Menachem Mendel Schneerson (ur. 18 kwietnia 1902 w Mikołajowie, zm. 12 czerwca 1994 w Nowym Jorku) – rabin chasydzki, filozof żydowski, kabalista, siódmy i ostatni przywódca ortodoksyjnego odłamu Chabad-Lubawicz.
Wywodzi się z rodu o długotrwałych tradycjach rabinicznych. Jego nowatorskie starania, by dotrzeć do Żydów na całym świecie sprawiły, że ruch Chabad-Lubawicz stał się zauważalny i zgromadził ponad 200 tysięcy zwolenników, przez których był nazywany Rebbe.
Schneerson był przywódcą na tyle wpływowym, że po jego śmierci w 1994 roku wielu wyznawców oczekuje jego powrotu do życia, by tym samym udowodnić, że to właśnie on jest prawdziwym Mesjaszem, którego oczekują wszyscy Żydzi.

## Życiorys

### Dzieciństwo i dorastanie w trudnych czasach
Menachem urodził się w znanej i powszechnie szanowanej rodzinie żydowskiej 18 kwietnia 1902 roku w Mikołajowie w Imperium Rosyjskim (dzisiejsza Ukraina). Jego ojciec, Levi Schneerson, był wielkim uczonym Tory i poważanym kabalistą, a jego matka, Chana pochodziła z prestiżowej rodziny rabinackiej. Menachem Mendel dostał imię po swoim pradziadku od strony ojca, będącym trzecim Rebbe. W wieku pięciu lat przeniósł się z rodzicami do miasta Jekaterinosław, gdzie jego ojciec został mianowany naczelnym rabinem.
Bycie w młodym wieku świadkiem prześladowań Żydów na terenie carskiej Rosji i zaangażowanie jego bliskich w niesienie im pomocy, miało niezwykle silny wpływ na poglądy i nauki Schneersona w życiu dorosłym.
W dzieciństwie Menachem został uznany przez swoich nauczycieli za „cudowne dziecko Tory”, szybko przerastając możliwości publicznych szkół żydowskich. Wkrótce potem pobierał już nauki u prywatnych nauczycieli, jednakże jego wiedza równie szybko przerosła także nowych opiekunów. Jeszcze zanim wkroczył w wiek nastoletni, korespondował z kilkoma wybitnymi uczonymi w Torze.
W tym samym czasie sytuacja społeczna i polityczna w Rosji uległa pogorszeniu i w 1917 roku, kiedy komuniści przejęli władzę, tamtejsza Jewsekcja rozpoczęła brutalny atak na wyznawców judaizmu, zamykając tamtejsze szkoły i synagogi, a czasami mordując żydowskich przywódców. W 1923 Menachem po raz pierwszy spotkał rabina Josefa Icchaka Schneersona, szóstego Rebbe i przyłączył się do jego działań, a pięć lat później ożenił się z jego córką, Chają Muszką.
Niedługo po ślubie, Schneerson i jego nowa żona przenieśli się do Berlina, gdzie Menachem rozpoczął studia z matematyki, filozofii i Tory na tamtejszym uniwersytecie. W momencie, kiedy naziści doszli do władzy w 1933 roku, para przeniosła się do Paryża. Tam Schneerson kontynuował studia na Sorbonie, robiąc studia inżynierskie do 1938 roku. W następstwie późniejszych nazistowskich ataków na Paryż, para przeniosła się najpierw do Vichy, a następnie do Nicei.

### Zostanie przywódcą ruchu
W czerwcu 1941 roku, Schneerson i jego żona przenieśli się do Nowego Jorku, żeby dołączyć do jej ojca, który wyemigrował tam już rok wcześniej, by wznowić pracę z teściem i wspólnie założyć ruch Lubawiczów w Ameryce i za granicą. Menachem został mianowany szefem do spraw edukacji, organizacji pomocy społecznej oraz kierownikiem tamtejszego wydawnictwa.
Po śmierci szóstego Rebbe 28 stycznia 1950 roku, pomimo tego że był oczywistym następcą, Schneerson początkowo niechętnie zajął miejsce swojego teścia, lecz zobowiązał się do kontynuowania jego wizji – „dotarcia do każdego Żyda, bez względu na dystans jaki ich dzieli”. 17 stycznia 1951 roku został mianowany siódmym Rebbe Chabad-Lubawicz.
Schneerson był bardzo zdeterminowany, aby zwiększyć zasięg ruchu, na czele którego stanął – wprowadził nowy i rewolucyjny sposób rozpowszechniania judaizmu i nauki płynącej z Tory i mianował tysiące emisariuszy, którzy będą pomagać mu w pozyskiwaniu konwertytów.
Schneerson kierował swoje nauki zarówno do mężczyzn, jak i kobiet, twierdząc, że kobiety pełnią niezwykle ważną rolę w społeczności Żydów. Z tego powodu, w 1953 roku założył pierwszą organizację zrzeszającą kobiety należące do ruchu Chabad-Lubawicz, by szkolić je na liderki swoich społeczności.
Ogromny zasięg był kluczowym elementem sukcesu Chabad-Lubawicz i rosnącej popularności siódmego Rebbe wśród wiernych. W czasie, gdy Schneerson wciąż inspirował i zachęcał do praktykowania chasydyzmu, walczył również o równouprawnienie Żydów na całym świecie i starał się zaprosić wszystkich ludzi, bez względu na ich przeszłość i pochodzenie, do wstąpienia do swojego ruchu.

### Popularyzacja ruchu
Na początku lat 60. Schneerson rozbudował Domy Chabadu na całym świecie, gdzie studiują i gromadzą się młodzi ludzie, co pozwoliło mu bez problemu dotrzeć do zbuntowanej młodzieży ignorującej większość z autorytetów.
W 1974 roku spróbował nowej formy dotarcia do społeczeństwa – samochody znane jako Czołgi Micwy, z których rozchodziła się muzyka religijna, przetaczały się przez cały Manhattan. Członkowie organizacji pytali obecnych na ulicach ludzi, czy są Żydami – mężczyźni zostawali zaproszeni na pokład samochodów do odmówienia krótkiej modlitwy lub odprawienia micwy, natomiast kobiety, które nie zostały dopuszczone do micwy, otrzymały mały zestaw do rozpalania świec szabasowych. Dodatkowo każda z osób otrzymała bezpłatną książkę. Przed „kampanią micwy” Schneersona odprawianie micwy było prywatnym aktem wykonywanym wyłącznie w domach lub synagogach.
Technologia odegrała ogromną rolę w docieraniu Schneersona do ludzi – w 1960 roku zaczął używać radia do nauczania Tory, w 1970 jego wykłady były nadawane telefonicznie do głównych ośrodków Chabadu na całym świecie, natomiast od roku 1980 były nadawane przez telewizję. Wraz z rozwojem technologii komputerowej Chabad-Lubawicz zaczęło działać także w przestrzeni internetowej.
Wpływy siódmego Rebbe stawały się coraz silniejsze, a jego nauki najbardziej widoczne były w Crown Heights, w jednej z dzielnic Brooklynu, w której znajdowała się główna siedziba ruchu. W momencie, kiedy Schneerson w jednym ze swoich przemówień zwrócił uwagę na żydowskie przykazanie dotyczące posiadania dzieci, liczebność rodzin mieszkających w Crown Heights podwoiła się.
Jego wpływy były zauważalne również wśród społeczności żydowskich na całym świecie, szczególnie na terenie Izraela, gdzie był ważnym czynnikiem w trakcie trwania tamtejszych wyborów – był zaufanym głosem w sprawie bezpieczeństwa kraju i doradcą wielu ważniejszych polityków. Zdjęcia z jego wizerunkiem były powszechne w całym kraju – od wojskowych posterunków do ulicznych straganów z jedzeniem.

### „Czas Odkupienia”
W 1978 roku Schneerson przeszedł rozległy zawał serca i wbrew radom swojego lekarza wrócił do pracy już w ciągu kilku tygodni. W miarę upływu czasu wzmocnił swoje przekazy i w niespełna osiem lat później rozpoczął jedną ze swoich najsłynniejszych akcji, propagującą życzliwość dla drugiego człowieka – w każdą niedzielę tysiące ludzi miało otrzymywać od niego jeden banknot oraz błogosławieństwo. W ten sposób pragnął zachęcić ludzi do pracy charytatywnej.
W swoim ostatnim publicznym wystąpieniu, które miało miejsce 11 kwietnia 1991 roku, powiedział: „Zrobiłem wszystko, co do mnie należało. Teraz wszystko jest w waszych rękach”. Wkrótce potem Schneerson przeszedł wylew, który uniemożliwił mu mówienie.
12 czerwca 1994 roku siódmy Rebbe zmarł w Brooklynie. Schneerson nie miał dzieci i nie pozostawił po sobie żadnego następcy, co skłoniło wielu członków społeczności chasydzkiej do spekulacji na temat tego, czy to właśnie on nie był oczekiwanym Mesjaszem. 2 listopada 1994 – w uznaniu wybitnego i trwałego wkładu w światową edukację, moralność i akty miłosierdzia – został uhonorowany pośmiertnie Złotym Medalem Kongresu (Congressional Gold Medal), jednym z najwyższych odznaczeń cywilnych w Stanach Zjednoczonych.
Jego nauki są wciąż kontynuowane i pozostają jednymi z najbardziej wpływowych na całym świecie.